# Innocent Egbunike
Innocent Ejima Egbunike (ur. 30 listopada 1961 w Onitsha) – nigeryjski lekkoatleta specjalizujący się w długich biegach sprinterskich, trzykrotny uczestnik letnich igrzysk olimpijskich (Los Angeles 1984, Seul 1988, Barcelona 1992), brązowy medalista olimpijski z Los Angeles w biegu sztafetowym 4 × 400 metrów.

## Sukcesy sportowe
- dwukrotny mistrz Nigerii w biegu na 400 metrów – 1985, 1987[1]

| Rok  | Miasto      | Zawody               | Konkurencja                                    | Wynik                     |
| ---- | ----------- | -------------------- | ---------------------------------------------- | ------------------------- |
| 1983 | Edmonton    | uniwersjada          | bieg na 200 m                                  | złoty medal               |
| 1983 | Helsinki    | mistrzostwa świata   | bieg na 200 m                                  | 6. miejsce                |
| 1984 | Rabat       | mistrzostwa Afryki   | bieg na 200 m                                  | złoty medal               |
| 1984 | Los Angeles | igrzyska olimpijskie | sztafeta 4 × 400 m bieg na 400 m               | brązowy medal 7. miejsce  |
| 1985 | Kobe        | uniwersjada          | bieg na 400 m                                  | złoty medal               |
| 1985 | Kair        | mistrzostwa Afryki   | bieg na 400 m bieg na 200 m sztafeta 4 × 400 m | złoty medal srebrny medal |
| 1985 | Canberra    | puchar świata        | bieg na 400 m                                  | 3. miejsce                |
| 1987 | Nairobi     | igrzyska afrykańskie | bieg na 400 m sztafeta 4 × 400 m               | złoty medal               |
| 1987 | Rzym        | mistrzostwa świata   | bieg na 400 m                                  | srebrny medal             |
| 1988 | Annaba      | mistrzostwa Afryki   | bieg na 400 m                                  | złoty medal               |
| 1988 | Seul        | igrzyska olimpijskie | sztafeta 4 × 400 m bieg na 400 m               | 7. miejsce 5. miejsce     |

## Rekordy życiowe
- bieg na 55 metrów (hala) – 6,12 – Kansas City 24/02/1984
- bieg na 100 metrów – 10,15 – Charleston 25/05/1984
- bieg na 200 metrów – 20,42 – Edmonton 10/07/1983
- bieg na 300 metrów – 31.97 – Londyn 08/08/1986
- bieg na 300 metrów – 33,34 – San Sebastián 20/02/1990
- bieg na 400 metrów – 44,17 – Zurych 19/08/1987 (rekord Nigerii)
- bieg na 400 metrów (hala) – 45,90 – Stuttgart 12/02/1989